# Birmingham Indoor Grand Prix
Il Birmingham Indoor Grand Prix è una competizione di atletica leggera indoor che si tiene annualmente nel mese di febbraio presso la Barclaycard Arena di Birmingham, nel Regno Unito dal 2006.
Il meeting è inserito nel calendario del circuito World Athletics Indoor Tour e in precedenza dell'Indoor Permit Meetings, organizzato dalla World Athletics. L'evento è diretto dell'ex atleta Ian Stewart e richiama ogni anno atleti di alto livello, tra cui vari campioni olimpici e mondiali.
È uno dei tre eventi di atletica leggera che si tengono nel Regno Unito sponsorizzati da Müller, insieme al Birmingham Grand Prix e ai London Anniversary Games. Per ragioni di sponsorizzazione l'evento fino al 2009 prendeva il nome di Norwich Union Indoor Grand Prix, mentre dal 2010 al 2015 era denominato Aviva Indoor Grand Prix.